# 아디나 핀틸리에
아디나 핀틸리에(Adina Pintilie, 1980년 1월 12일 ~ )는 루마니아의 영화 감독, 영화 각본가이다. 2018 베를린 영화제에서 영화 《터치 미 낫》을 통해 황금곰상을 수상했다.